# Slime Season
| Recensione           | Giudizio |
| -------------------- | -------- |
| Metacritic           | 80/100   |
| Consequence of Sound | B        |
| Crack Magazine       | 8/10     |
| Pitchfork            | 7,6/10   |
| Spin                 | 8/10     |

Slime Season è un mixtape del rapper statunitense Young Thug, pubblicato il 16 settembre 2015. Presenta le produzioni di vari artisti, tra cui London on da Track, Metro Boomin, Ricky Racks, Wheezy e WondaGurl. Presenta inoltre collaborazioni con i Migos, Gucci Mane, Peewee Longway e Lil Wayne.
Slime Season è per la maggior parte composto da brani che trapelarono in internet durante l'anno precedente. Dopo la pubblicazione, il mixtape ricevette ampi consensi da parte della critica, mentre il singolo "Best Friend" entrò in classifica.

## Tracce
1. Take Care (Rich Gang feat. Young Thug e Lil Wayne) – 4:26
2. Quarterback (feat. Migos e Peewee Longway) – 5:01
3. Rarri (feat. Young Ralph) – 3:16
4. Stunna – 4:08
5. Best Friend – 3:32
6. Power – 3:14
7. Calling Your Name – 5:03
8. No Way – 4:33
9. Mine – 2:41
10. Freaky – 5:33
11. Be Me See Me – 3:36
12. Overdosin – 3:01
13. Again (feat. Gucci Mane) – 2:56
14. That's All – 4:01
15. UDiggWhatImSayin – 3:07
16. Draw Down – 4:21
17. Wood Would – 3:30

Bonus Track
1. Wanna Be Me – 4:07